# Hannu Taipale
Pour les articles homonymes, voir Taipale.
Hannu Taipale (né le 22 juin 1940) est un ancien fondeur finlandais.

## Palmarès

### Jeux Olympiques
| Épreuve / Édition | Grenoble 1968 | Sapporo 1972 |
| 15 km             | DNF           |              |
| 50 km             | 14e           | 12e          |
| 4 × 10 km         | Bronze        | 5e           |

### Championnats du monde
| Épreuve / Édition | Oslo 1966 |
| 50 km             | 5e        |
| 4 × 10 km         | Argent    |